# Golda Meir
Pour les articles homonymes, voir Meir et Dame de fer.
Golda Meir (en hébreu : גּוֹלְדָּה מֵאִיר, connue aussi sous le nom de Golda Meirson), née Golda Mabovitch à Kiev le 3 mai 1898 et morte à Jérusalem le 8 décembre 1978, est une femme d'État israélienne. Elle participe à la création de l'État d'Israël, a été ministre des Affaires étrangères, ainsi que la quatrième Première ministre d'Israël du 17 mars 1969 au 11 avril 1974.
En raison de sa fermeté et de ses victoires sur le plan militaire, elle est surnommée la « Dame de fer » avant que ce qualificatif soit repris pour Margaret Thatcher, Première ministre du Royaume-Uni. Pendant sa vie politique, Golda Meir est surnommée « meilleur homme du gouvernement » (par Ben Gourion) et « grand-mère d'Israël » par la presse populaire.
Elle est la première femme Premier ministre en Israël et la troisième femme dans le monde à ce poste (seules Sirimavo Bandaranaike au Sri Lanka et Indira Gandhi en Inde l'ont précédée).

## Biographie

### Jeunesse et formation

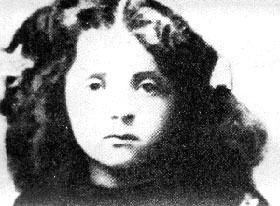
Golda Mabovitch avant 1910.

Golda Mabovitch naît à Kiev en Ukraine au cœur de l'Empire russe, dans une famille nombreuse juive non pratiquante mais traditionaliste. Elle est le septième des huit enfants de Blume Neiditch et de Moshe Mabovitch (ou Mabowitz), modeste menuisier et ébéniste qui milite dans des cercles sionistes-socialistes clandestins. Fuyant les pogroms et la zone de résidence imposée par le tsar à ses sujets juifs, son père choisit d'émigrer vers les États-Unis en 1903 et de s'installer dans le Wisconsin, à Milwaukee, où sa famille le rejoint en 1906. Elle y reçoit une éducation juive, aide sa mère dans la petite épicerie qu'elle tient dans un des quartiers populaires de la ville, tandis que son père est devenu cheminot.

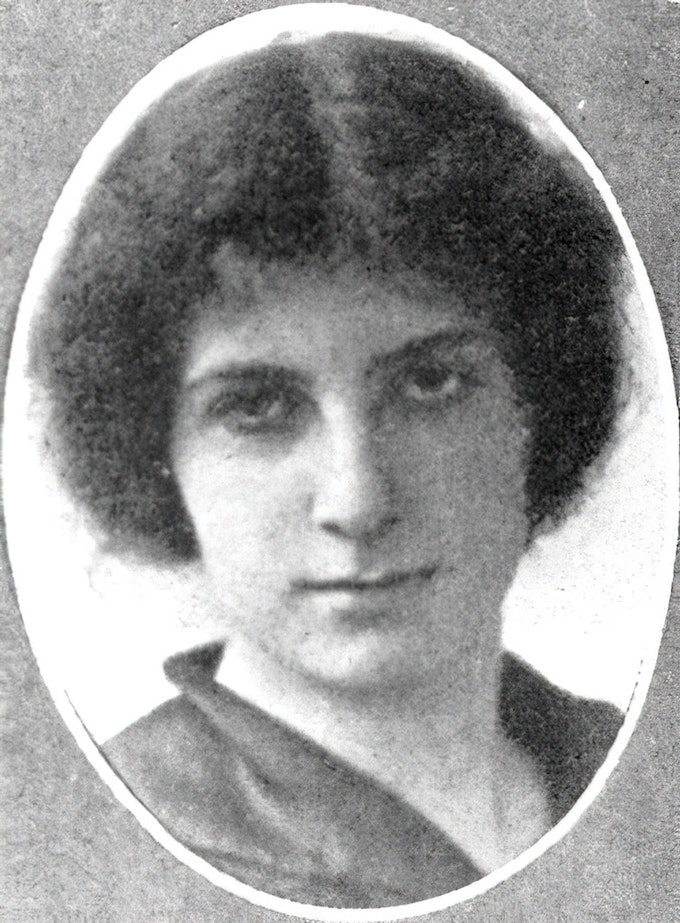
Golda Mabovitch en 1914.

À l'âge de 14 ans, alors qu'elle veut poursuivre des études supérieures pour devenir enseignante, elle quitte la maison de ses parents qui souhaitent la marier à un homme plus âgé. Elle rejoint sa sœur Sheyna à Denver (Colorado) et y rencontre Morris Meyerson (nom anglicisé en Meirson), un jeune peintre d'affiches, qu'elle épouse le 24 décembre 1917.

### Engagement politique
Suivant sa sœur qui l'a précédée dans son engagement sioniste, elle commence sa vie militante à 18 ans dans des réunions politiques, au cours desquelles elle prend la parole pour défendre un sionisme socialiste. Elle organise des marches de protestation et rejoint le mouvement marxiste Poale Zion.
Le 9 juillet 1917, son père devient citoyen américain sous le nom de Morris Mabowehz. Elle obtient cette citoyenneté par filiation. Le 23 mai 1921, Golda, son mari et sa sœur Sheyna font leur alya : ils embarquent à bord du SS Pocahontas (en) et émigrent vers la Palestine alors sous mandat britannique.

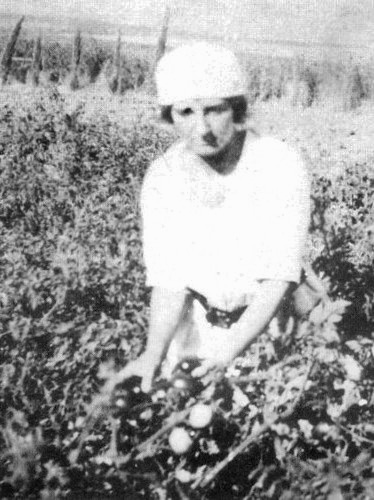
Golda Meir dans les champs du kibboutz Merhavia (années 1920).

À leur arrivée, ils rejoignent le kibboutz Merhavia et leur vie est faite d'arbres à planter, de cuisine et de travaux de la ferme. Golda commence alors à s'affirmer en tant que leader. Elle est notamment choisie par son kibboutz comme représentante auprès du syndicat de la Histadrout (embryon du futur parti travailliste) jusqu'en 1924, date à laquelle son mari et elle-même choisissent de quitter le kibboutz pour déménager à Tel Aviv, puis à Jérusalem. Ils y ont deux enfants : Menahem né en 1924 et Sarah née en 1926.
Lorsque Golda doit retourner avec ses enfants à Tel Aviv en 1928 pour y devenir secrétaire générale des Moetzeth Poaloth (le Conseil ouvrier féminin de la Histadrout), son époux reste seul à Jérusalem jusqu'à sa mort en 1951, le couple étant séparé depuis 1940 mais n'ayant jamais divorcé. Elle gagne progressivement en influence au sein du Comité central de la Histadrout qui compose une forme de gouvernement de l'ombre, dans l'attente de la création de l'État d'Israël. En 1930, elle est une des fondatrices avec David Ben Gourion du parti Mapaï.

### Carrière politique
En 1938, elle est nommée « observateur juif de Palestine » à la conférence d'Évian, et en 1940 elle devient directrice du département politique de la Histadrout.

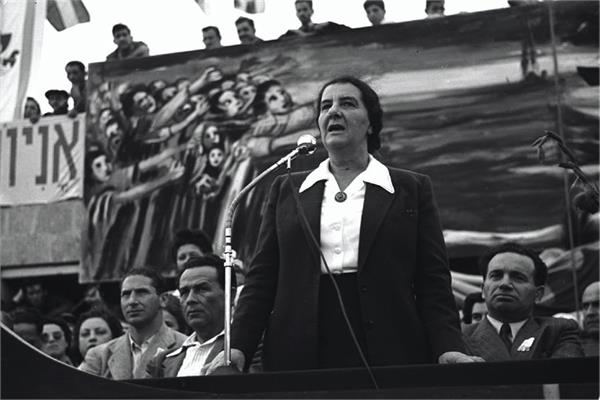
Golda Meir à Haifa, en 1947.

En 1946, le pouvoir britannique arrête de nombreux leaders politiques sionistes de Palestine, mais Golda Meir y échappe et prend alors en charge l'organisation. Elle négocie avec les Britanniques tout en restant en contact avec le mouvement de guérilla.
Le 14 mai 1948, Golda Meir est parmi les 24 personnalités (et une des deux femmes avec Rachel Cohen-Kagan) qui signent la déclaration d'indépendance de l'État d'Israël. Le lendemain, elle reçoit le premier passeport israélien édité pour se rendre aux États-Unis et y collecter des fonds.
À son retour, elle devient la première ambassadrice israélienne en Union soviétique, poste qu'elle quitte en 1949 pour rejoindre la Knesset, le parlement israélien, où elle siège jusqu'en 1974.

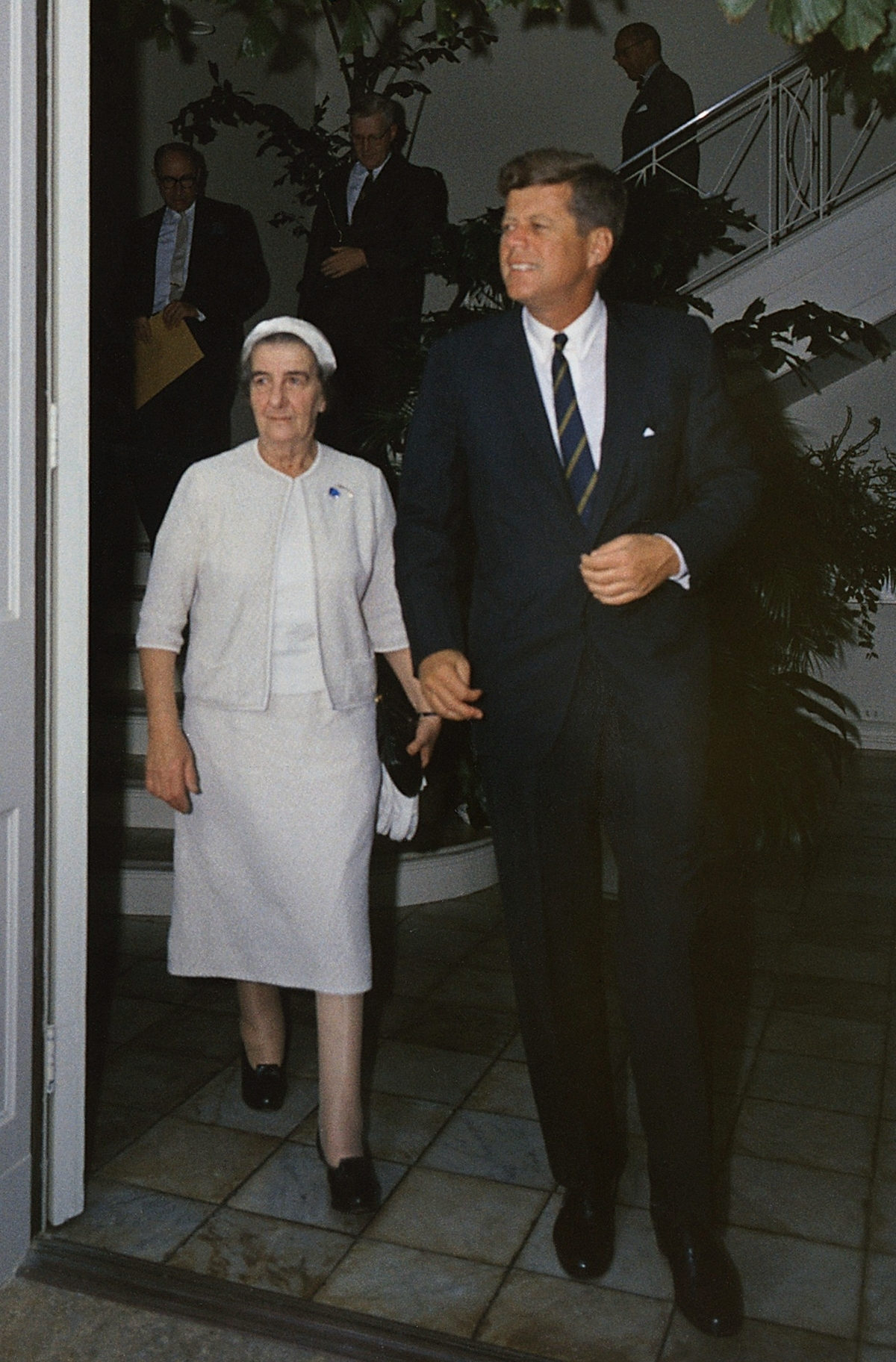
Golda Meir et le président des États-Unis John Fitzgerald Kennedy, en 1962.

De 1949 à 1956, elle est ministre du Travail. En 1956, elle devient ministre des Affaires étrangères dans le gouvernement de David Ben Gourion, qui dit d'elle qu'elle est « le seul homme de son cabinet ». Il lui fait changer son nom de famille pour un nom hébreu, Meir (abréviation de son nom marital Meirson), qui désigne un « éclat brillant ».
Elle est logée dans l’appartement supérieur de la villa Harun ar Rashid, une villa appartenant à la famille palestinienne de George Bisharat et dévolue au Gardien des propriétés des absents en vertu de la loi sur la propriété des absents. Lors de la visite du secrétaire des Nations unies, Dag Hammarskjöld, elle fait décaper le nom de la maison gravé en arabe sur la façade afin de dissimuler la spoliation.
En 1965, elle quitte le gouvernement, fatiguée par l'exercice de ses responsabilités. Elle est rapidement rappelée aux affaires pour prendre la fonction de secrétaire générale du Parti travailliste pendant huit mois, avant de se retirer à nouveau le 1er août 1968.

### Première ministre d'Israël

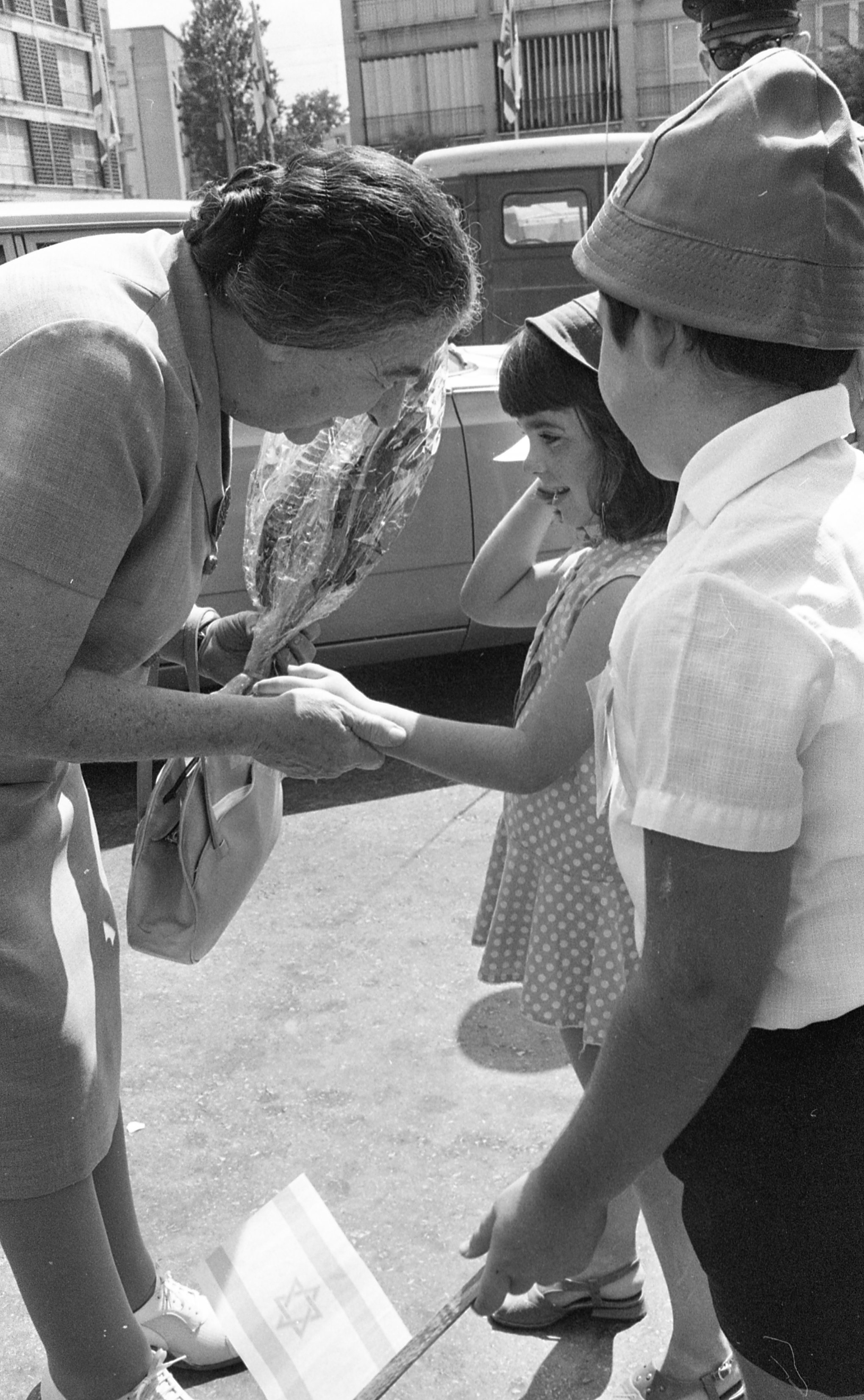
Golda Meir à Tel Aviv, en 1969.

À la mort soudaine de Levi Eshkol le 26 février 1969, le Parti travailliste choisit Golda Meir pour devenir présidente du parti et Première ministre d'Israël.
L'état d'esprit des Israéliens pendant le mandat de Golda Meir est une confiance totale, notamment liée à la victoire écrasante et aux conquêtes de la guerre des Six Jours de 1967. Golda Meir n'a jamais jugé nécessaire de rechercher des compromis avec les Palestiniens. C'est l'époque où elle aurait prononcé des citations dont la véracité sera sérieusement contestée par l'enquête fouillée de Harvey Rachlin dans The Jewish Press et le quotidien israélien Haaretz. On en trouve une première version dans un recueil de citations de Golda Meir datant de 1970 mais les auteurs, Israel et Mary Shenker, ne les ont pas reprises dans leur imposante nécrologie de de Golda Meir dans le New York Times en avril 1974, contenant pourtant plusieurs dizaines de citations de la défunte.
- « La paix viendra lorsque Nasser aimera ses propres enfants plus qu'il ne détestera les Israéliens »[14] ;
- « Ce que nous reprochons à Nasser, ce n'est pas seulement d'avoir tué nos fils, mais de les avoir forcés à tuer d'autres personnes pour la survie d'Israël »[14].

Une deuxième version, de 1973, se voulant de « l'histoire orale » et profondément réécrite, est encore plus fragile, Nasser, décédé en 1970, étant remplacé par « les Arabes » dans les deux phrases et « les Israéliens » par « nous », tandis que la notion de reproche est durcie pour aller jusqu'au refus de pardonner, approche antinomique avec la notion de paix et fréquente dans les discours militants se référant à un passé déjà relativement éloigné.
Une troisième version, sans source et encore profondément modifiée, est évoquée dans un livre de Jean Daniel en 2008, mais sous la forme seulement du souvenir d'une tierce personne, car précédée de « les colombes, paralysées, se souviennent de l'adresse de Golda Meir aux Égyptiens », référence à Nasser qui émane probablement du recueil contesté de 1970, et où « leur pardonner de nous avoir forcés à tuer leurs fils » devient « vous pardonner de nous avoir contraints à tuer les vôtres ». D'autres versions encore durcies seront imaginées et contestées, attribuée à Golda Meir sans date précise,.

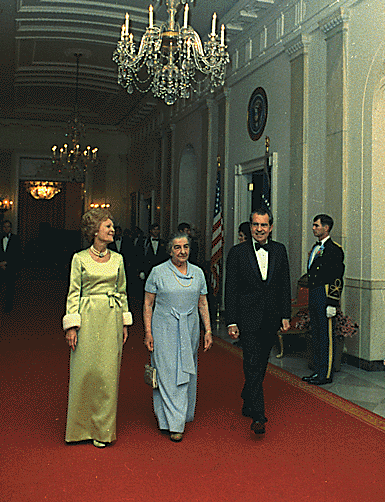
Golda Meir et le président américain Richard Nixon, en 1973.

Golda Meir conteste la notion de peuple palestinien en affirmant le 15 juin 1969 : « Il n’y a jamais rien eu de tel puisque les Palestiniens n’ont jamais existé » ; ainsi que le 8 mars 1969 : « Comment pourrions-nous rendre les territoires occupés ? Il n’y a personne à qui les rendre ». Elle exprime son point de vue lors d'un entretien télévisé avec le journaliste Edwin Newman sur NBC News en 1973 : il n'y a jamais eu d'État palestinien, c'est la Société des Nations qui a découpé artificiellement la Syrie en mandat français (Syrie et Liban actuels) et mandat anglais, et les Britanniques, qui découpèrent ensuite leur territoire entre rive droite (Transjordanie) et rive gauche (Palestine) du Jourdain. Selon Golda Meir, les Arabes de Palestine ne diffèrent en aucun point (religieux, culturel, ethnique, historique) des Arabes de Jordanie, la distinction venant du découpage britannique de 1922. L’argument est donc qu'un « peuple palestinien » est une invention politique destinée à contester la souveraineté d'Israël et que leur situation de réfugiés vient de la politique délibérée des États arabes de refuser leur intégration pour les instrumentaliser contre Israël.
Son mandat est marqué par des troubles au sein de la coalition au pouvoir et par un manque de direction. Cela se traduit par la mauvaise utilisation des informations transmises par le Mossad, qui permet le succès initial de l'attaque surprise par les armées arabes le jour du Yom Kippour en 1973. À l'issue de la guerre du Kippour Golda Meir démissionne le 11 avril 1974, et Yitzhak Rabin lui succède. Elle prend sa retraite politique et se retire principalement au kibboutz Revivim dans la maison de sa fille Sarah.

### Mort

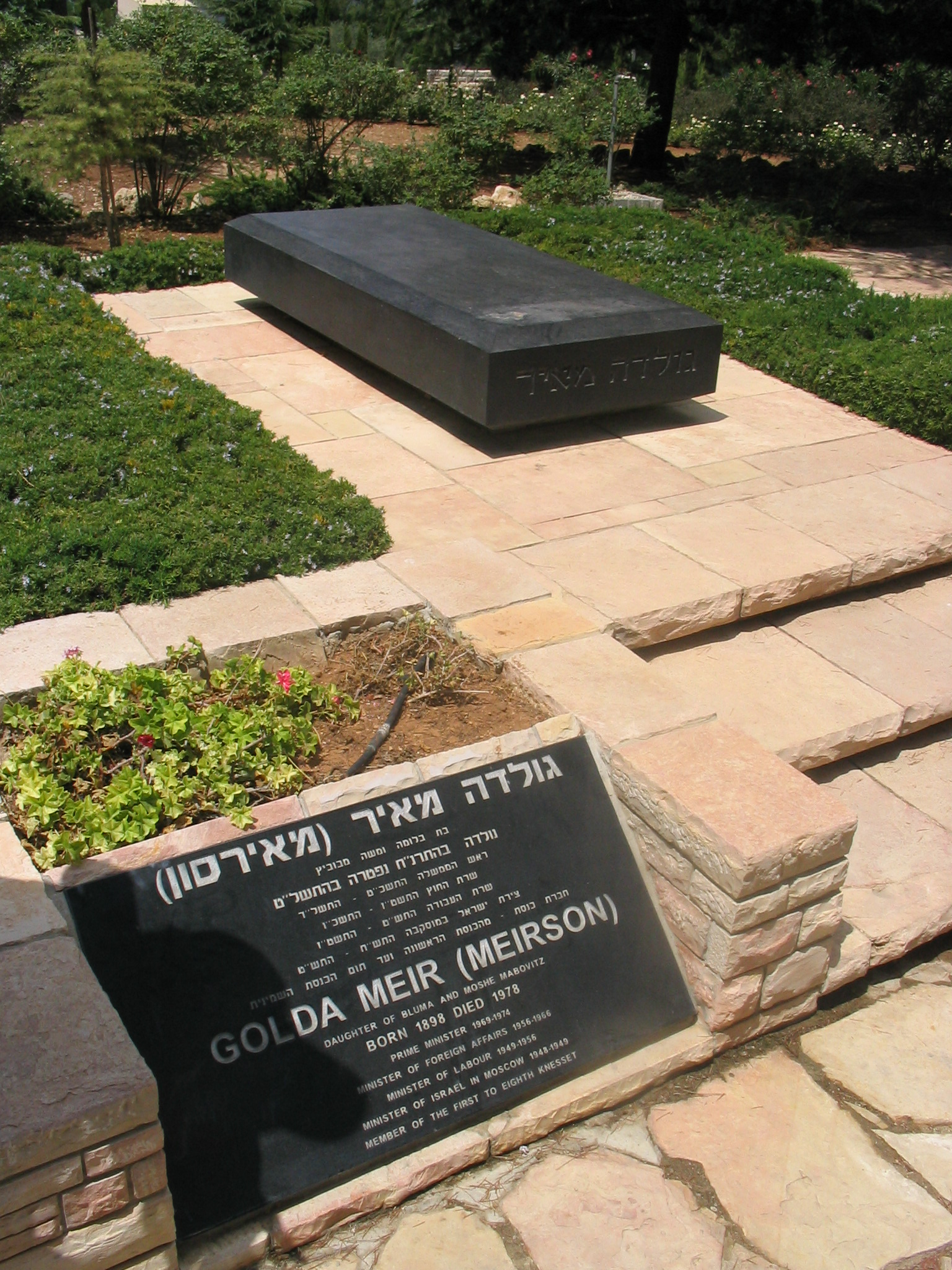
Tombe de Golda Meir.

À l'automne 1978, elle est hospitalisée à l'hôpital Hadassah de Jérusalem, où elle meurt à l'âge de 80 ans d'un probable lymphome de faible malignité compliqué à la fin de métastases osseuses et hépatiques. Le diagnostic de maladie de Waldenström a été évoqué. Sa disparition donne lieu à plusieurs hommages de personnalités politiques à l'international.
Le 12 décembre 1978, Golda Meir est inhumée dans le carré des « Grands de la nation » du mont Herzl à Jérusalem.

## Fonctions en Israël
- Du 10 mars 1949 au 8 octobre 1951 : ministre du Travail et de la Sécurité sociale.
- Du 8 octobre 1951 au 10 juin 1956 : ministre du Travail.
- Du 19 juin 1956 au 12 janvier 1966 : ministre des Affaires étrangères.
- Du 17 mars 1969 au 3 juin 1974 : Première ministre.
- Du 13 juin 1972 au 12 septembre 1972 : ministre de la Justice (en tant que Première ministre).

## Dans les arts et la culture populaire

### Théâtre
En 1977, Anne Bancroft joue le rôle de la femme politique dans la pièce Golda de William Gibson. En 2003 l'actrice américaine Tovah Feldshuh retrace sa trajectoire politique dans Golda's Balcony (en), seconde pièce de Gibson sur la vie de Meir. Ce one-woman show est controversé, Gibson y suggérant que Golda Meir aurait envisagé d'utiliser des armes nucléaires pendant la guerre du Kippour, ce qui aurait pu déclencher une Troisième Guerre mondiale.

### Filmographie

#### Cinéma
Dans Golda's Balcony, sorti en 2007, Valerie Harper interprète le rôle de Golda. En 2005 l'actrice Lynn Cohen joue le rôle du Premier ministre dans le film Munich de Steven Spielberg. Tovah Feldshuh interprète à nouveau le rôle de Meir dans le film Ô Jérusalem d’Élie Chouraqui, adaptation cinématographique du roman homonyme de Dominique Lapierre et Larry Collins.
En 2019 Tovah Feldshuh interprète son rôle dans Golda's Balcony réalisé par Scott Schwartz. En 2023 Helen Mirren joue le rôle du Premier ministre dans le biopic Golda de Guy Nattiv (en).

#### Télévision

##### Documentaire
En 2019 Sagi Bornstein, Udi Nir et Shani Rozanes réalisent Golda.

##### Téléfilm
En 1986 Colleen Dewhurst joue Golda dans Vengeance réalisé par Michael Anderson.

##### Série
En 1982 l'actrice australienne Judy Davis joue une jeune Meir dans Une femme nommée Golda tandis qu'Ingrid Bergman interprète le personnage adulte.

## Portraits

Divers portraits
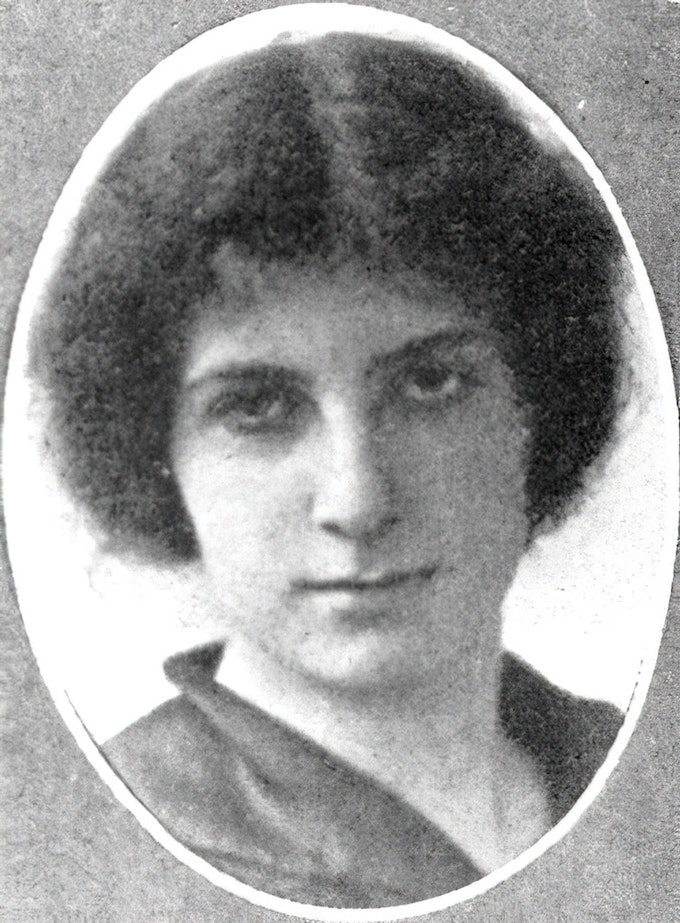
Golda Meir en 1914 à Milwaukee.
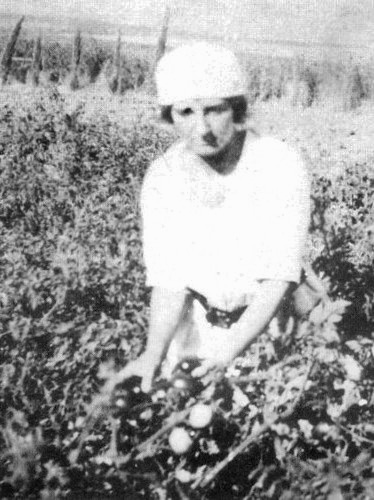
Golda Meir dans les champs du kibboutz Merhavia (années 1920).
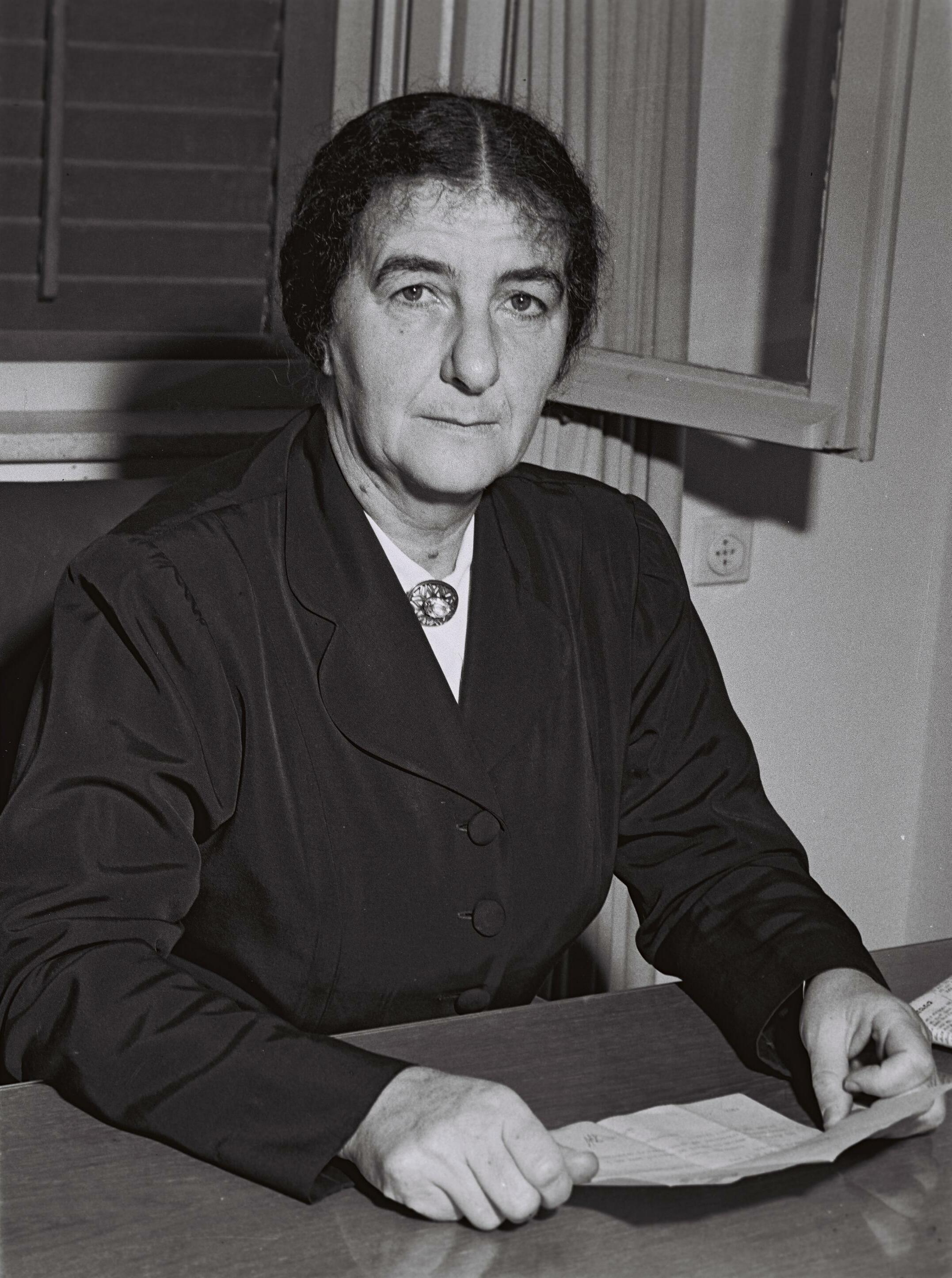
Golda Meir en 1949.
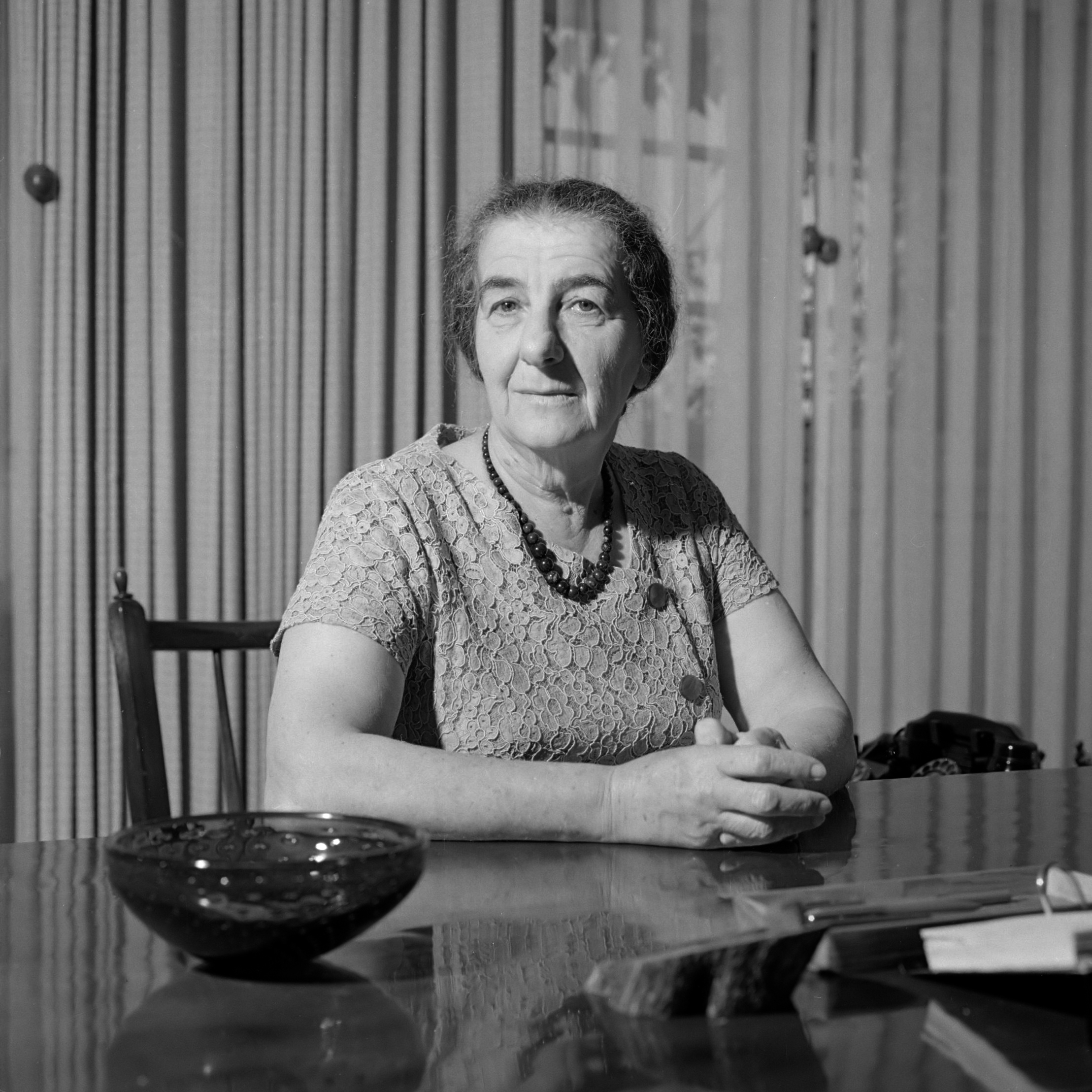
Golda Meir en 1964.
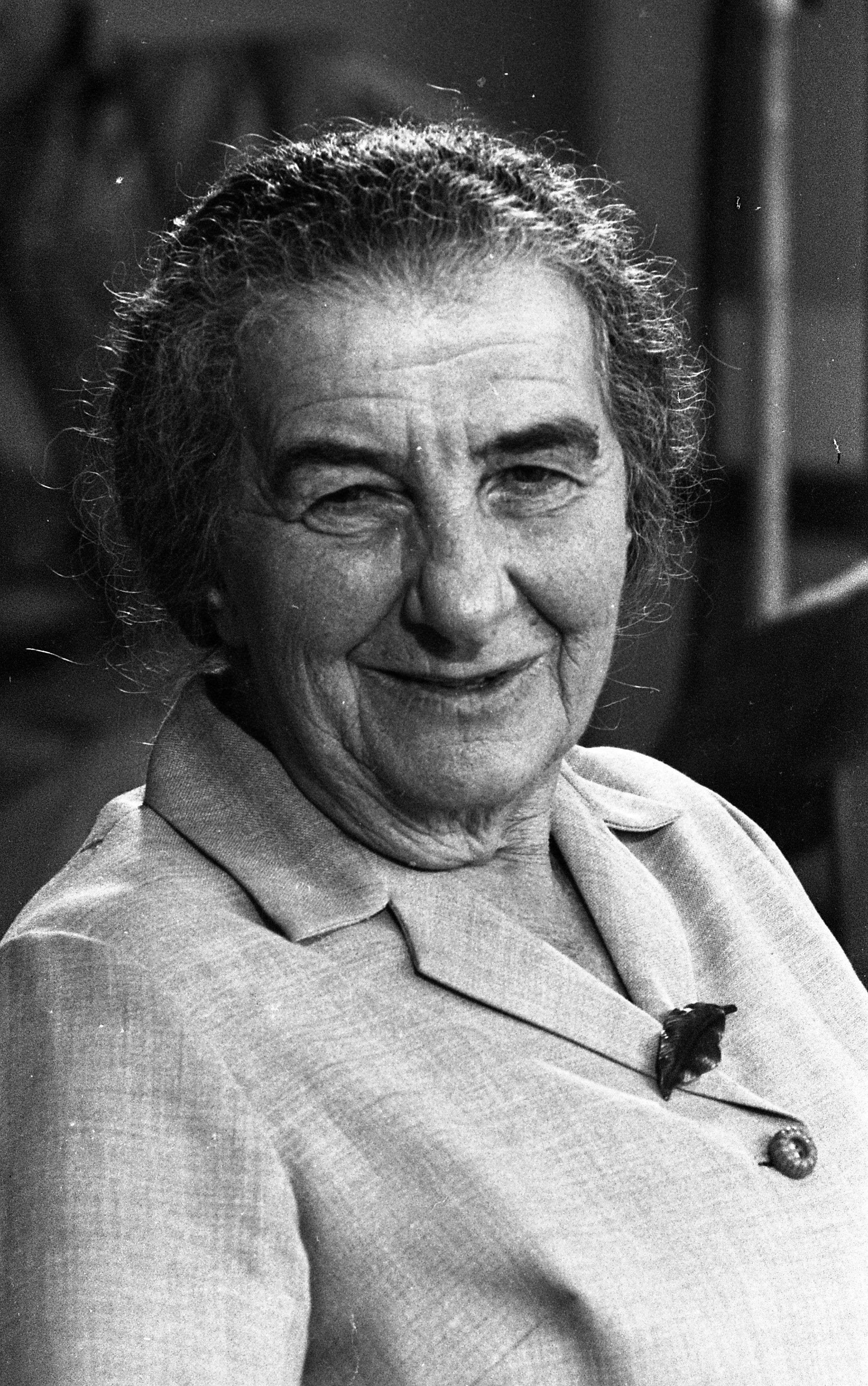
Golda Meir en 1969.

## Honneurs
Son nom a été donné à plusieurs lieux et bâtiments aux États-Unis (Golda Meir School (en) et Golda Meir Library (en) à Milwaukee dans le Wisconsin, Golda Meir Square à New York, Golda Meir Center for Political Leadership au Metropolitan State University of Denver) et en Israël (Golda Meir Boulevard à Jérusalem, Golda Meir Center for the Performing Arts à Tel Aviv).
En France, deux rues et une allée portent son nom.

## Publications
- Golda Meir, A Land of Our Own, Weidenfeld & Nicolson, 1973.
- Golda Meir, Ma vie, traduit de l'anglais par Georges Belmont et Hortense Chabrier, Paris, Robert Laffont, 487 p., 1975 ; rééd. Les Belles Lettres, coll. « Le goût de l'Histoire », Paris, 672 p., 2023  (ISBN 978-2251454627)
- Golda Meir, La Maison de mon père, traduit de l'hébreu par Pierre Lurçat, Paris-Jérusalem, Éditions l'Éléphant, coll. « La Bibliothèque sioniste », 95 p., 2022.